# Sąsieczno (Łódź)
Sąsieczno – dawna wieś, obecnie peryferyjne osiedle w południowo-wschodniej części Łodzi, na Widzewie. Rozpościera się w okolicy ulicy Gajcego.

## Historia
Dawniej samodzielna miejscowość. Od 1867 w gminie Nowosolna. W okresie międzywojennym należało do powiatu łódzkiego w woj. łódzkim. W 1921 roku liczyło 153 mieszkańców. 1 września 1933 utworzono gromadę (sołectwo) Sąsieczno w granicach gminy Nowosolna, składającą się z samej wsi Sąsieczno.
Podczas II wojny światowej włączone do III Rzeszy. Po wojnie Sąsieczno powróciło do powiatu łódzkiego w woj. łódzkim jako jedna z 7 gromad gminy Nowosolna. W związku z reorganizacją administracji wiejskiej jesienią 1954, Sąsieczno weszło w skład nowej gromady Andrzejów. 30 czerwca 1963 zniesiono gromadę Andrzejów, a z jej obszaru (oraz z obszaru zniesionej gromady Andrespol) utworzono osiedle Andrespol w tymże powiecie. Tak więc w latach 1963–1972 Sąsieczno stanowiło integralną część Andrespola.
Od 1 stycznia 1973 ponownie samodzielna miejscowość, tym razem w gminie Andrespol w powiecie łódzkim. W latach 1975–1987 miejscowość należała administracyjnie do województwa łódzkiego.
1 stycznia 1988 Sąsieczno (209,57 ha) włączono do Łodzi.